# Zlips
Zlips var ett dansband från Jämtland i Sverige.

## Historia
Comix orkester blev 1986 "Zlips". Till första spelningen, på Timrå värdshus, kom en person. 1992 fick bandet för första gången en kvinnlig sångare, Monika Löfvgren, som efter åren med Zlips haft framgångar i Sikta mot stjärnorna, sjungit med Dr. Alban samt på Wallmans salonger. 
1993 tog Gabriella Nilsson över som sångerska i Zlips. Det året vann hon också den rikstäckande talangtävlingen, som anordnades av Folkparkerna.
1995 slutade Tomas Weje i bandet, och ersattes av gitarristen och sångaren Kristian "Kricke" Thuresson.
1998 deltog Zlips för första gången i finalen vid svenska dansbandsmästerskapen i Sunne. Zlips kom på andra plats, med en poängs marginal från segraren. Det året fick bandet Susanne Zell nöjesproduktion som produktionsbolag. Bandet fick det året också priset "Spektakel '98", ett pris för personer eller företag som "sätter Jämtland på kartan".
I januari år 2000 släppte Zlips sitt första fullängdsalbum, Tillsammans igen. Det året låg bandet också på Svensktoppen med melodin "En gång till".
I juli år 2000 lämnade Gabriella Nilsson bandet för att bli mamma, och hon efterträddes av Petra Rydgren. Samma år slutade också trummisen Rolf Hurtig, som varit med sedan starten, och efterträddes av Torgny "Togge" Sundqvist.
2002 låg bandet på Svensktoppen i sex veckor med melodin "Början på ett äventyr". Zlips segrade även i svenska dansbandsmästerskapen 2002. Bandet har även medverkat i "Bingolotto" och "God morgon" i TV 4, "Packat och klart", Go'kväll, ett program om svenska dansbandsmästerskapen samt en dokumentär i Sveriges Television, "Master Plan" i TV 5 samt flera program i radio.
2003 tilldelades Zlips "Spektakel 2003". Detta år utsågs även Matts Nylander till "årets Keyboardist" inom dansbandsgenren. I slutet av 2003 släppte Zlips sitt andra album, "Blue Shoes & Dance", som fick bra kritik av publik och media, bland annat 4 plus i Aftonbladet.
I mitten av 2004 utsågs Kristian "Kricke" Thuresson till "årets gitarrist" på Guldklavengalan i Malung.
I mitten av 2005 slutade sångerskan Petra Rydgren i bandet, och hon efterträddes då av Melissa Williams, som tidigare sjungit med bland andra Gladys Knight, Isac Hayes och Nanne Grönvall.
2007 Släpptes albumet ”En samling” och under 2008 deltog bandet i Dansbandskampen samt släppte singeln ”Look at you now”.  
I vintern 2011 ombildades bandet och under 2012 var bandets sättning varierande med nya sättningen då bestod av Matts Nylander, Kent Ögren, Daniel Mårtensson, Glenn Sundqvist och Berit Sundberg, Mats ”Mazze” Morén, Morgan Sjogerlöv, Tom Åsvold, Erik Enstad och Niklas Ellerstad som medlemmar.
Den 22 december 2014 meddelades att bandet läggs ner och gör sin sista spelning i Örnsköldsvik den 6 februari 2015.

## Diskografi

### Album
- "Tillsammans igen" - 2000
- "Blue Shoes & Dance" - 2003
- "Zlips - en Samling" - 2007

### Singlar
- Tänk på mig - 1993
- Glöm dina löften i natt - 1995
- Du är min längtan - 1996
- Jag vill att du ska tro på mig - 1998
- Början på ett äventyr - 2002
- Pour Me - 2002
- Look at You Now - 2008

## Melodier på Svensktoppen
- En gång till - 2000
- Början på ett äventyr - 2002

### Missade listan
- De e' min längtan - 1997
- Jag vill att du ska tro på mig - 1999

### Fotnoter
1. ↑  ”Sveriges Radio Halland”. 28 juli 2002. http://sverigesradio.se/sida/artikel.aspx?programid=128&artikel=96338. Läst 26 juni 2011.
2. ↑  ”Zlips lägger ner”. Danslogen. 22 december 2014. http://www.danslogen.se/nyhet/4743. Läst 27 december 2014.